# ロシアグランプリ
ロシアグランプリ（ロシア語: Гран при РоссииまたはГран-при России、ラテン語表記Gran-Pri Rossii）は、2014年より2021年までロシアで開催されていたF1世界選手権レースの1戦。また、かつて1913年から1914年に開催されていたグランプリの一つ。

## 概要

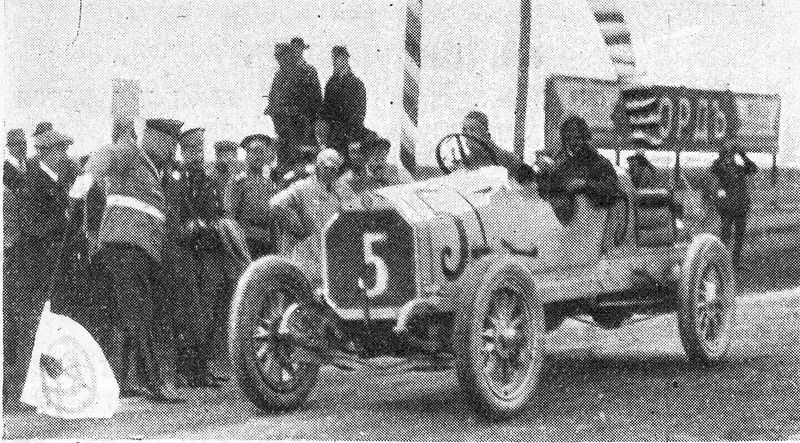
1913年ロシアGP優勝者のゲオルギー・スボーリン

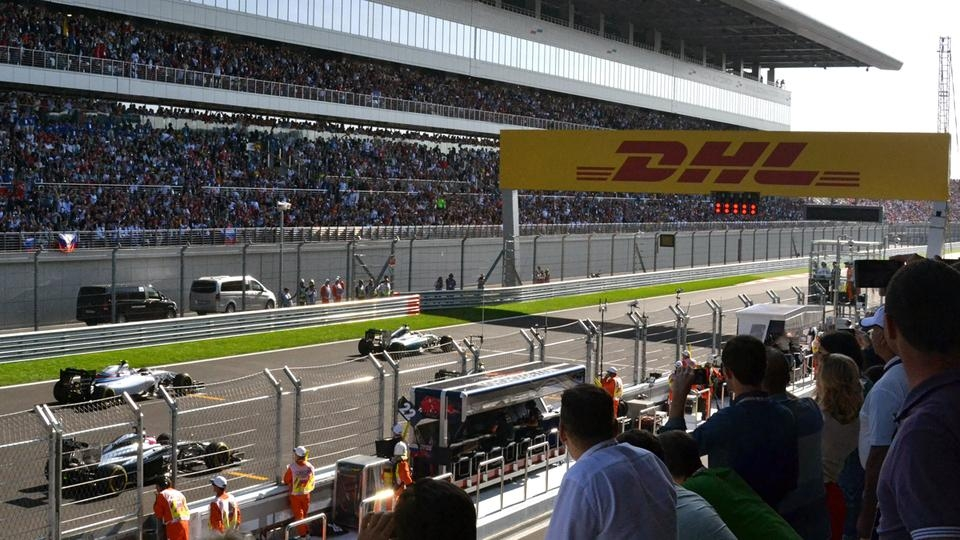
F1では初開催となった2014年ロシアGPのスターティンググリッド

ロシアでは第一次世界大戦以前の1913年・1914年にサンクトペテルブルクでロシアグランプリが行われていた為、F1発足以前のグランプリ時代から換算してちょうど100年ぶりに同レースが復活することになった。旧ソビエト連邦崩壊後、経済成長を続けるロシアでは、1990年代よりF1開催が噂されており、2000年代以降はロシア国籍チーム（ミッドランドやマルシャ）の発足、国際サーキット（モスクワ・レースウェイ）の建設、ロシア人F1ドライバー（ヴィタリー・ペトロフ、セルゲイ・シロトキン、ダニール・クビアト）のデビューといったプロセスを経て、ロシアグランプリの復活実現に至った。
2010年10月に、ロシアのウラジーミル・プーチン首相と、F1の興行を統括するFormula One Management（FOM）のバーニー・エクレストン会長の間で2014年から開催する契約が交わされた。2015年までは秋、2016年と2017年には春、2018年からは秋に開催された。
2017年2月に開催の契約を2021年から2025年まで延長することを発表した。
2022年は9月に開催予定だったが、ロシアのウクライナ侵攻を受け、2月24日の会議と3月1日の世界モータースポーツ評議会の臨時会合を経て、不可抗力を理由に開催中止となった。また、3日には2025年までの開催契約を解除したことを発表した。

## コース
ロシアGPは黒海沿いの保養地ソチに新設されるソチ・オートドロームで開催される。同地で2014年2月に開催されたソチオリンピックの会場周辺を利用した、1周5.848kmのサーキットとなる。五輪用に建設した各種インフラ設備を転用することで、低コストでのF1開催を実現できるとしている。
ロシア政府は2011年に建設費用として1億9,540万ドル（発表時点でのレートで約148億5,000万円。ユーロで1億2千500万ユーロ）の予算を割り当てたと発表した。2012年にはサーキット建設がスタートし、サーキット設計はヘルマン・ティルケが担当している。なおF1で使用されるコースは常設コース部分と市街地コース部分の複合になっている。
2023年からサンクトペテルブルクのイゴラ・ドライブ・サーキットで開催予定だったが、2023年以降の開催契約は解除されたため、同サーキットでのレース計画は消滅した。

## おもな出来事
2014年
ルイス・ハミルトンとニコ・ロズベルグのワン・ツー・フィニッシュにより、メルセデスが初のコンストラクターズタイトルを獲得。
2015年
キミ・ライコネン（フェラーリ）がファイナルラップでバルテリ・ボッタス（ウィリアムズ）と接触、ライコネンはレース終了後にタイム加算ペナルティが科せられ5位から8位に降格したことにより、メルセデスの2年連続コンストラクターズタイトル獲得が決定した。
2017年
この年メルセデスに移籍したバルテリ・ボッタスが81戦目でF1初優勝を飾った。
2021年
ロシアの組織的なドーピング問題により、世界アンチ・ドーピング機関が国際スポーツイベントから同国の除外を決めた事に関連し、F1公式サイトや国際映像においてロシア国旗の掲出が行われなかった。また、決勝前の国歌演奏も行われず、代わりにピョートル・チャイコフスキーの『ピアノ協奏曲第1番』が演奏された。

## 過去の結果と開催サーキット
- ピンク地はF1世界選手権以外で開催された年。

### F1世界選手権外（1913年-1914年）
| 年   | 決勝日  | サーキット           | 勝者                   | コンストラクター | 出典   |
| ---- | ------- | -------------------- | ---------------------- | ---------------- | ------ |
| 1913 | 6月07日 | サンクトペテルブルク | ゲオルギー・スボーリン | ベンツ           | [ 12 ] |
| 1914 | 5月31日 | サンクトペテルブルク | ウィリー・ショール     | ベンツ           | [ 12 ] |

### F1世界選手権レース（2014年-2021年）
| 年   | 決勝日                             | ラウンド                           | サーキット                         | 勝者                               | コンストラクター                   | 結果                               |
| ---- | ---------------------------------- | ---------------------------------- | ---------------------------------- | ---------------------------------- | ---------------------------------- | ---------------------------------- |
| 2014 | 10月12日                           | 16                                 | ソチ                               | ルイス・ハミルトン                 | メルセデス                         | 詳細                               |
| 2015 | 10月11日                           | 15                                 | ソチ                               | ルイス・ハミルトン                 | メルセデス                         | 詳細                               |
| 2016 | 05月01日                           | 4                                  | ソチ                               | ニコ・ロズベルグ                   | メルセデス                         | 詳細                               |
| 2017 | 04月30日                           | 4                                  | ソチ                               | バルテリ・ボッタス                 | メルセデス                         | 詳細                               |
| 2018 | 09月30日                           | 16                                 | ソチ                               | ルイス・ハミルトン                 | メルセデス                         | 詳細                               |
| 2019 | 09月29日                           | 16                                 | ソチ                               | ルイス・ハミルトン                 | メルセデス                         | 詳細                               |
| 2020 | 09月27日                           | 10                                 | ソチ                               | バルテリ・ボッタス                 | メルセデス                         | 詳細                               |
| 2021 | 09月26日                           | 15                                 | ソチ                               | ルイス・ハミルトン                 | メルセデス                         | 詳細                               |
| 2022 | ロシアのウクライナ侵攻の影響で中止 | ロシアのウクライナ侵攻の影響で中止 | ロシアのウクライナ侵攻の影響で中止 | ロシアのウクライナ侵攻の影響で中止 | ロシアのウクライナ侵攻の影響で中止 | ロシアのウクライナ侵攻の影響で中止 |

## 優勝回数
複数回勝利を挙げた者のみ対象とする。

### ドライバー
| 回数 | ドライバー         | 優勝年                       |
| ---- | ------------------ | ---------------------------- |
| 5    | ルイス・ハミルトン | 2014, 2015, 2018, 2019, 2021 |
| 2    | バルテリ・ボッタス | 2017, 2020                   |

- 太字は2025年のF1世界選手権に参戦中のドライバー。

### コンストラクター
F1世界選手権レースとして開催された2014年-2021年はメルセデスが全勝した。また、1913年-1914年はメルセデスの前身の一つであるベンツが連勝している。
| 回数 | コンストラクター | 優勝年                                         |
| ---- | ---------------- | ---------------------------------------------- |
| 8    | メルセデス       | 2014, 2015, 2016, 2017, 2018, 2019, 2020, 2021 |
| 2    | ベンツ           | 1913, 1914                                     |

- 太字は2025年のF1世界選手権に参戦中のコンストラクター。
- ピンク地はF1世界選手権以外で開催された年。

### エンジン
コンストラクター同様、2014-2021年はメルセデスが全勝、1913年-1914年はベンツが連勝している。
| 回数 | メーカー   | 優勝年                                         |
| ---- | ---------- | ---------------------------------------------- |
| 8    | メルセデス | 2014, 2015, 2016, 2017, 2018, 2019, 2020, 2021 |
| 2    | ベンツ     | 1913, 1914                                     |

- 太字は2025年のF1世界選手権に参戦中のメーカー。
- ピンク地はF1世界選手権以外で開催された年。

## 冠スポンサー
- VTB (2017年 - 2021年)[13]